# Наши се путови разилазе
Наши се путови разилазе је југословенски филм први пут приказан 19. јула 1957. године. Режирао га је Шиме Шиматовић, а сценарио је написао Иван Шибл.

## Радња
Загреб у време Другог свјетског рата. Илегалка Вјера раскида с колегом Мирком, признавши му да се заљубила у Вилка Кланчара, одушевљена како се он држао на полицијском испитивању. Вјера и не слути да је Вилко том приликом постао доушник и да ће погрешна процена угрозити њене најближе…

## Улоге
| Глумац                 | Улога                  |
| ---------------------- | ---------------------- |
| Братислав Грбић        | Мирко (као Бата Грбић) |
| Саша Новак             | Вјера Доган            |
| Борис Хржић            | Вилко Кланцар          |
| Милош Јекнић           | Спанаћ                 |
| Јожа Грегорин          | Иследник Мараш         |
| Рудолф Кукић           | Алојзије Згањер        |
| Мира Николић           | Нада                   |
| Милан Милошевић        | Горан Корен            |
| Адам Ведерњак          | Давор Вуковић          |
| Виктор Бек             | Доктор                 |
| Крунослава Ебрић Фрлић | Газдарица              |
| Тања Краус             | Апотекарица            |
| Иван Сотосек           |                        |

Остале улоге  ▼
| Глумац          | Улога            |
| --------------- | ---------------- |
| Милан Војновић  | Полицијски агент |
| Мирко Војковић  | Полицијски агент |
| Фрањо Бенковић  |                  |
| Златко Врањицан |                  |
| Милан Вујновић  | Конобар          |
| Златко Црнковић |                  |
| Иван Глушчевић  |                  |
| Фрањо Антуновић |                  |
| Павао Сацер     |                  |
| Анте Будак      |                  |

Комплетна филмска екипа  ▼
| Редитељ                   | Шиме Шиматовић          |                               |
| Сценариста                | Иван Шибл               |                               |
| Композитор                | Владимир Краус Рајтерић |                               |
| Директор фотографије      | Франо Водопивец         |                               |
| Монтажер                  | Борис Тесија            |                               |
| Сценограф                 | Здравко Гмајнер         |                               |
| Уметнички директор        | Душан Јеричевић         | (као Душко Јеричевић)         |
| Костимограф               | Марко Церовац           |                               |
| Одсек за шминку           | Дује Дупланчић          | шминкерка                     |
| Одсек за шминку           | Лојзика Гал             | ассистант шминкера            |
| Менаџер продукције        | Фрањо Бенковић          | вођа снимања                  |
| Менаџер продукције        | Предраг Дрезга          | вођа снимања                  |
| Помоћник режије           | Драго Бахун             | помоћник редитеља             |
| Помоћник режије           | Војдраг Берчић          | помоћник редитеља             |
| Помоћник режије           | Стипе Делић             | помоћник редитеља             |
| Уметнички одсек           | Иво Балтић              | сценски реквизитер            |
| Уметнички одсек           | Владо Поповић           | сценски реквизитер            |
| Одсек за звук             | Јосип Боларић           | микроман                      |
| Одсек за звук             | Ерик Молнар             | микроман                      |
| Одсек за звук             | Младен Пребил           | тон мајстор                   |
| Одсек за звук             | Јосип Визјак            | звучни ефекти                 |
| Специјални ефекти         | Никола Вујасиновић      | пиротехничар                  |
| Одсек за камеру и расвету | Зденко Хауптфелд        | вођа расвете                  |
| Одсек за камеру и расвету | Томо Љевак              | пратилац камере               |
| Одсек за камеру и расвету | Јуре Руљанчић           | пратилац камере               |
| Одсек за камеру и расвету | Ранко Станишић          | пратилац камере               |
| Одсек за камеру и расвету | Ђуро Стрелец            | фотограф                      |
| Одсек за камеру и расвету | Руди Трнинић            | фотограф (као Рудолф Трнинић) |
| Одсек за камеру и расвету | Никола Вујасиновић      | сценски мајстор               |
| Одсек за костим           | Олга Бек                | гардеробер                    |
| Одсек за костим           | Лудва Халапир           | гардеробер                    |
| Одсек за монтажу          | Љерка Станојевић        | асистент монтажера            |
| Музички одсек             | Теа Бруншмид            | музички уредник               |
| Остала екипа              | Лила Андрес             | секретар режије               |
| Остала екипа              | Стефица Працајић        | секретар продукције           |